# ProCare
Apple ProCare foi um serviço oferecido pela Apple Inc. dentro de suas lojas de varejo, fornecendo acessos diferenciados ao Genius Bar. O ProCare tinha uma taxa anual de 99 dólares para uso até três computadores Apple. Entre os serviços estava incluso agendamento para o Genius Bar com até 14 dias de antecedência (não-membros podem agendar com até 3 dias de antecedência). Outro serviço disponível era uma configuração personalizada de novas máquina, uma consultoria de backup, entre outros.
ProCare incluía também treinamento e instrução para uma variedade de assuntos relacionados aos computadores Apple e seus programas, porém este foi dividido em um serviço de treinamento intitulado One to One.
O serviço foi descontinuado e foi substituído pelo serviço JointVenture.